# Кошаркашка репрезентација Египта
Кошаркашка репрезентација Египта је кошаркашки тим који представља Египат на међународним такмичењима и под контролом је Кошаркашког савеза Египта.

## Учешћа на међународним такмичењима

### Олимпијске игре
| Година         | Турнир                | Пласман               | ИГ                    | П                     | И                     | ДК                    | ПК                    | Разл.                 |
| -------------- | --------------------- | --------------------- | --------------------- | --------------------- | --------------------- | --------------------- | --------------------- | --------------------- |
| 1936.          | Други круг            | 17. место             | 4                     | 1                     | 3                     | 88                    | 126                   | -38                   |
| 1948.          | Први круг             | 19. место             | 7                     | 2                     | 5                     | 245                   | 309                   | -64                   |
| 1952.          | Први круг             | 10. место             | 3                     | 1                     | 2                     | 176                   | 221                   | -45                   |
| 1956. до 1968. | Није се квалификовала | Није се квалификовала | Није се квалификовала | Није се квалификовала | Није се квалификовала | Није се квалификовала | Није се квалификовала | Није се квалификовала |
| 1972.          | Први круг             | 16. место             | 9                     | 0                     | 9                     | 440                   | 648                   | -208                  |
| 1976.          | Први круг             | 12. место             | 1                     | 0                     | 1                     | 64                    | 103                   | -37                   |
| 1980.          | Бојкотовала           | Бојкотовала           | Бојкотовала           | Бојкотовала           | Бојкотовала           | Бојкотовала           | Бојкотовала           | Бојкотовала           |
| 1984.          | Први круг             | 12. место             | 7                     | 0                     | 7                     | 500                   | 658                   | -158                  |
| 1988.          | Први круг             | 12. место             | 7                     | 0                     | 7                     | 470                   | 726                   | -256                  |
| 1992. до 2012. | Није се квалификовала | Није се квалификовала | Није се квалификовала | Није се квалификовала | Није се квалификовала | Није се квалификовала | Није се квалификовала | Није се квалификовала |
| Укупно         | 7/18                  |                       | 38                    | 4                     | 34                    | 1983                  | 2791                  | -808                  |

### Светска првенства
| Година         | Турнир                | Пласман               | ИГ                    | П                     | И                     | ДК                    | ПК                    | Разл.                 |
| -------------- | --------------------- | --------------------- | --------------------- | --------------------- | --------------------- | --------------------- | --------------------- | --------------------- |
| 1950.          | Финална група         | 5. место              | 7                     | 4                     | 3                     | 258                   | 301                   | -43                   |
| 1954.          | Није се квалификовала | Није се квалификовала | Није се квалификовала | Није се квалификовала | Није се квалификовала | Није се квалификовала | Није се квалификовала | Није се квалификовала |
| 1959.          | Први круг             | 11. место             | 6                     | 1                     | 5                     | 374                   | 435                   | -61                   |
| 1963. до 1967. | Није се квалификовала | Није се квалификовала | Није се квалификовала | Није се квалификовала | Није се квалификовала | Није се квалификовала | Није се квалификовала | Није се квалификовала |
| 1970.          | Први круг             | 13. место             | 8                     | 0                     | 8                     | 573                   | 809                   | -236                  |
| 1974. до 1986. | Није се квалификовала | Није се квалификовала | Није се квалификовала | Није се квалификовала | Није се квалификовала | Није се квалификовала | Није се квалификовала | Није се квалификовала |
| 1990.          | Први круг             | 16. место             | 8                     | 0                     | 8                     | 655                   | 772                   | -117                  |
| 1994.          | Први круг             | 14. место             | 8                     | 1                     | 7                     | 520                   | 653                   | -133                  |
| 1998. до 2010. | Није се квалификовала | Није се квалификовала | Није се квалификовала | Није се квалификовала | Није се квалификовала | Није се квалификовала | Није се квалификовала | Није се квалификовала |
| 2014.          | Први круг             | 24. место             | 5                     | 0                     | 5                     | 311                   | 486                   | -175                  |
| 2019.          | Није се квалификовала | Није се квалификовала | Није се квалификовала | Није се квалификовала | Није се квалификовала | Није се квалификовала | Није се квалификовала | Није се квалификовала |
| 2023.          | Први круг             | 20. место             | 5                     | 2                     | 3                     | 412                   | 411                   | +1                    |
| Укупно         | 7/20                  |                       | 47                    | 8                     | 39                    | 3103                  | 3867                  | -764                  |

### Европска првенства
Између 1937. и 1953. Египат је учествовао на европским првенствима.
| Година         | Турнир                | Пласман               | ИГ                    | П                     | И                     | ДК                    | ПК                    | Разл.                 |
| -------------- | --------------------- | --------------------- | --------------------- | --------------------- | --------------------- | --------------------- | --------------------- | --------------------- |
| 1937.          | Први круг             | 8. место              | 5                     | 0                     | 5                     | 22                    | 71                    | -49                   |
| 1939. до 1946. | Није се квалификовала | Није се квалификовала | Није се квалификовала | Није се квалификовала | Није се квалификовала | Није се квалификовала | Није се квалификовала | Није се квалификовала |
| 1947.          | Утакмица за 3. место  | 3. место              | 7                     | 6                     | 1                     | 378                   | 252                   | +126                  |
| 1949.          | Једна група           | 1. место              | 6                     | 6                     | 0                     | 346                   | 216                   | +130                  |
| 1951.          | Није се квалификовала | Није се квалификовала | Није се квалификовала | Није се квалификовала | Није се квалификовала | Није се квалификовала | Није се квалификовала | Није се квалификовала |
| 1953.          | Финална група         | 8. место              | 10                    | 4                     | 6                     | 494                   | 551                   | -57                   |
| Укупно         | 4/7                   | 1. титула             | 28                    | 16                    | 12                    | 1240                  | 1090                  | +150                  |

### Афричка првенства
| Година | Турнир               | Позиција  |
| ------ | -------------------- | --------- |
| 1962.  | Прваци               | 1.        |
| 1964.  | Прваци               | 1.        |
| 1965.  | Није учествовала     | -         |
| 1968.  | Није учествовала     | -         |
| 1970.  | Прваци               | 1.        |
| 1972.  | Финале               | 2.        |
| 1974.  | Није учествовала     | -         |
| 1975.  | Прваци               | 1.        |
| 1978.  | Утакмица за 3. место | 3.        |
| 1980.  | Није учествовала     | -         |
| 1981.  | Финале               | 2.        |
| 1983.  | Прваци               | 1.        |
| 1985.  | Утакмица за 3. место | 3.        |
| 1987.  | Финале               | 2.        |
| 1989.  | Финале               | 2.        |
| 1992.  | Утакмица за 3. место | 3.        |
| 1993.  | Финале               | 2.        |
| 1995.  | Није учествовала     | -         |
| 1997.  | Утакмица за 3. место | 4.        |
| 1999.  | Утакмица за 3. место | 3.        |
| 2001.  | Утакмица за 3. место | 3.        |
| 2003.  | Утакмица за 3. место | 3.        |
| 2005.  | Није учествовала     | -         |
| 2007.  | Утакмица за 3. место | 4.        |
| 2009.  | Други круг           | 10.       |
| 2011.  | Осмина финала        | 11.       |
| 2013.  | Квалификовала се     |           |
| Укупно | 21/27                | 5. титула |